# Hyponerita interna
Hyponerita interna är en fjärilsart som beskrevs av William Schaus 1905. Hyponerita interna ingår i släktet Hyponerita och familjen björnspinnare. Inga underarter finns listade i Catalogue of Life.